# Szerencs
Szerencs [serenč] je město v severovýchodním Maďarsku v župě Borsod-Abaúj-Zemplén. Tvoří aglomeraci s obcemi Bekecs a Legyesbénye. V roce 2018 zde žilo 8 676 obyvatel, z nichž jsou 98,5 % Maďaři a 1,5 % Romové.

## Poloha
Nachází se asi 30 km východně od Miškovce a cca 200 km severovýchodně od Budapešti a je správním městem stejnojmenného okresu. Nejbližšími obcemi jsou Bekecs, Bodrogkisfalud, Mád, Mezőzombor, Prügy, Rátka, Taktaszada a Tarcal.
Městem protéká potok s názvem Szerencs patak.

## Historie
První písemná zmínka o této lokalitě pochází z roku 1241, kdy zde měl stát klášter. O lokalitě psal také i kronikář Anonymus. Benediktíni jsou zde doloženi od roku 1247. Jeho původní areál byl později přebudován na pevnost, kterou držel vlivný rod Rákocziů. Středověké zdroje pevnost popisují občas jako Husarský hrad, občas jako Rákócziho hrad. Několikrát jej obléhalo turecké vojsko. V roce 1507 a poté jej vlastnil Jan Zápolský.
V Szerencsi byli uherskými stavy zvoleni za knížata sedmihradská Štěpán Bočkaj a Zikmund I. Rákóczi.
V 18. století se zde usadila ruská komunita, která si tu postavila pravoslavný chrám. Dnes se jedná o kostel řeckokatolický. V této době byl Szerencs malou vesnicí na hlavní silnici z Miskolce do Sárospataku. Již tehdy ale dle map prvního vojenského mapování byl obklopen vinicemi.
V roce 1876 ztratil Szerencs statut města. Roku 1889 byl postaven místní cukrovar, který patřil po dlouhá desetiletí k hlavním zaměstnavatelům. Je vyobrazen na mapě třetího vojenského mapování z konce století. Stál zde také mlýn. 
V posledním rakousko-uherském sčítání lidu z roku 1910 zde žilo téměř výhradně maďarské obyvatelstvo. Po stránce náboženské bylo nicméně velmi různorodé a byly zde zastoupeny všechny konfese, které byly dominantní v oblasti Uher, tedy nejen Římskokatolická církev, ale také různé církve protestantské a církev řeckokatolická.

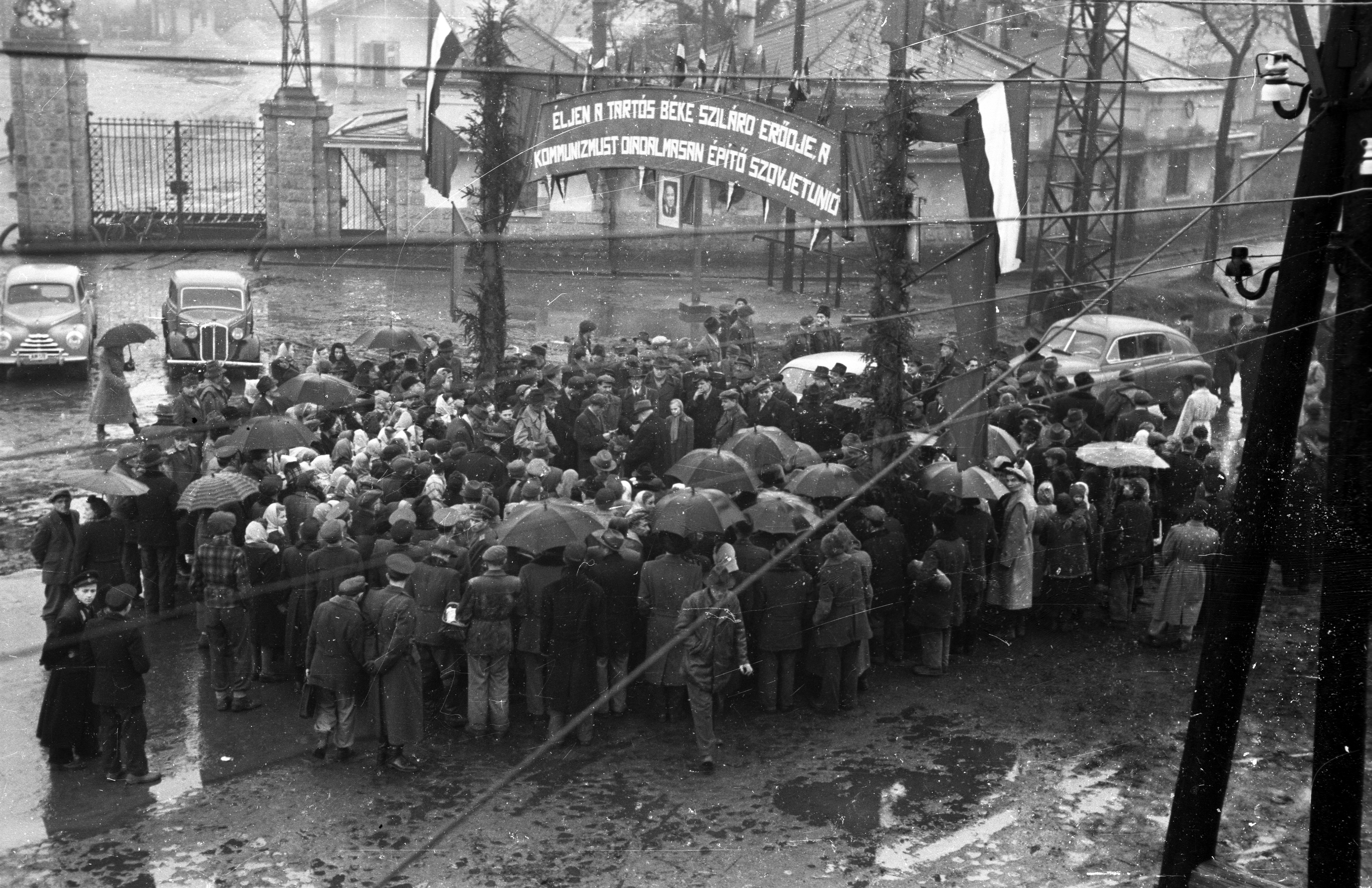
Fronta před hlavním vstupem do místního cukrovaru v 50. letech 20. století.

Roku 1923 tu byla postavena i továrna na čokoládu. Okolo roku 1930 zde žilo zhruba sedm tisíc lidí.
Na počátku druhé světové války nesla jedna místní část název po Miklósi Horthyovi.
Později zde žila i židovská komunita. Místní synagoga byla zbourána v 50. letech 20. století a na jejím místě vyrostl areál zemědělského družstva, zřízeného v rámci kolektivizace. Do současné doby se dochoval nicméně místní židovský hřbitov. V roce 1984 získal Szerencs opět statut města. Na počátku 21. století zde byla vybudována nová průmyslová zóna a také plavecký stadion.
Cukrovar byl uzavřen v roce 2008 v souvislosti s reformou zemědělské politiky EU. Na jeho místě byl vybudován vzpomínkový park. Některé budovy cukrovaru byly strženy, jiné rekonstruovány a jiné chátrají.

## Kultura a pamětihodnosti

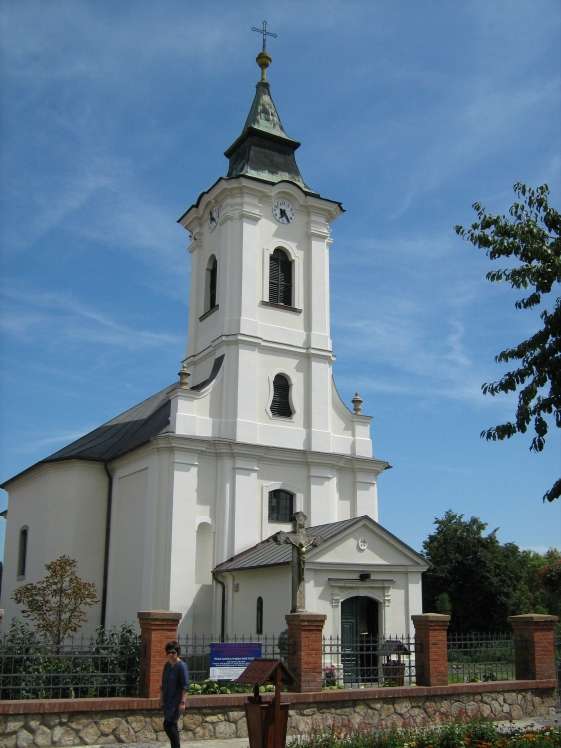
Barokní římskokatolický kostel.

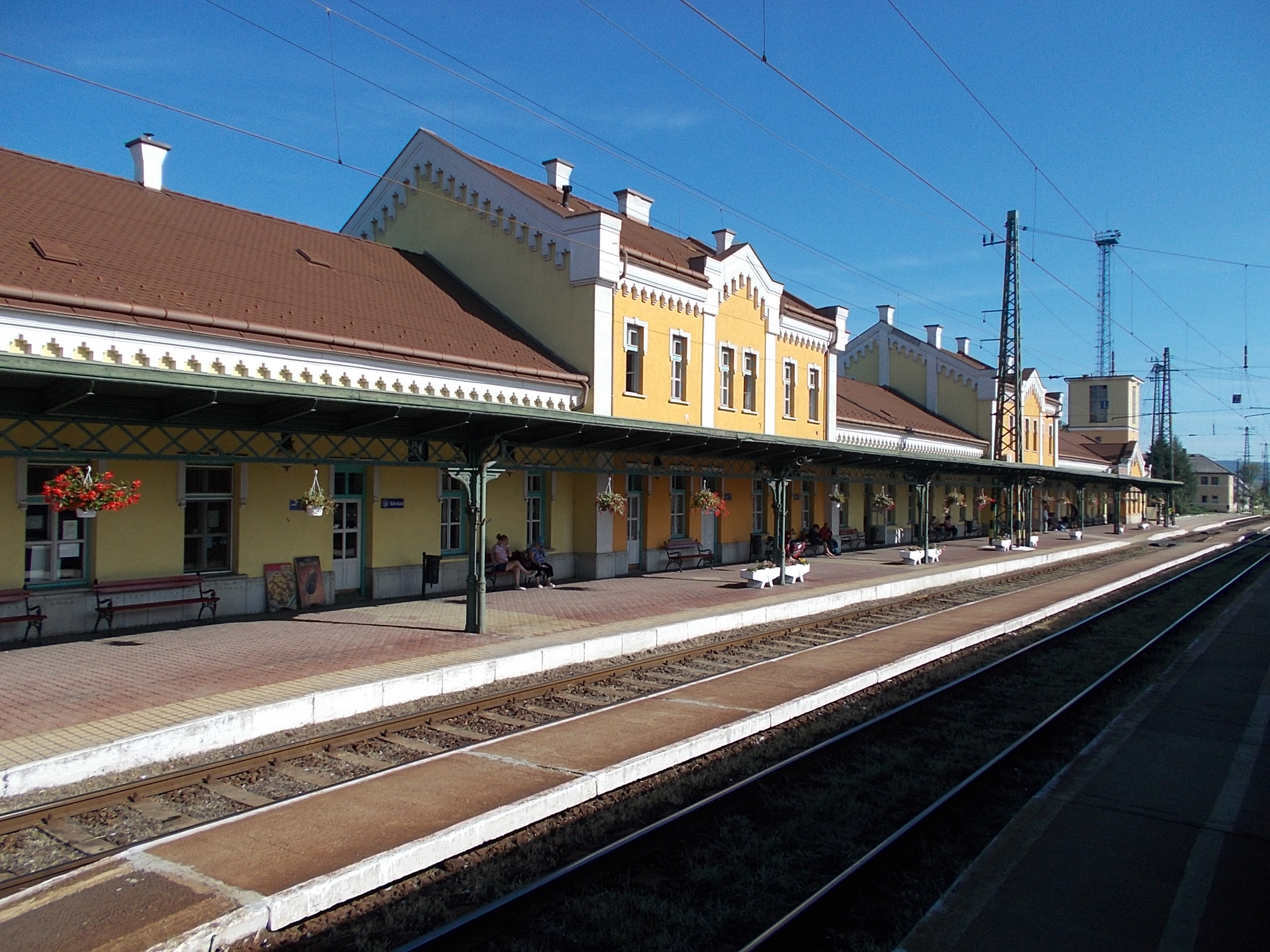
Budova místního nádraží.

Ve městě se nachází cukrovarnické muzeum, které se postupně vytvořilo ze sbírky posledního správce místního cukrovaru. Jedná se o jediné muzeum věnované výrobě cukru v Maďarsku. Druhým muzeem je muzeum věnované regionu Zemplínu, jehož součástí je i velká sbírka historických pohlednic. Obojí je umístěno na místním hradě.
Místní katolický kostel byl postaven v roce 1774 v barokním stylu. Kostel, který byl zbudován v stylu gotickém dnes patří církvi reformované. Řeckokatolický kostel si zde zbudovala místní ruská komunita. Na jižním okraji města stojí také kostel římskokatolický postmoderní.
V Szerencsi stojí také budova historických městských lázní, která byla postavena roku 1910. V roce 2023 byl znovuotevřen (maďarsky Fürdő és Wellnessház).
Na severním okraji města existuje také židovský hřbitov.

## Ekonomika
Szerencs spadá do vinařské oblasti Tokaje. Původně se průmyslová oblast nacházela v blízkosti nádraží, nicméně zde stojící zmíněný cukrovar zanikl. Dnes existuje malá průmyslová část města na jeho východním okraji.

## Doprava
Městem prochází silnice celostátního významu č. 37, která spojuje Miskolc (Miškovec) a Sárospatak nedaleko státní hranice se Slovenskem. Nevede samotným středem města, ale spíše jižněji od něj. Střed města již neprochází tranzitní doprava.
Železniční tratě odsud vedou do Miskolce (na západ), dále potom do Hidásneméti (na sever) a do Tokaje (na východ). Město má jedinou železniční stanici, která kdysi přiléhala k areálu cukrovaru.

## Školství
V Szerencsi stojí gymnázium Štěpána Bočkaje.

## Partnerská města
- Geisenheim v Německu, Hesensku
- Hesperingen, Lucembursko
- Malchin, Německo
- Miercurea Nirajului, Rumunsko
- Podgora, Chorvatsko
- Rožňava, Slovensko